# Chahar-Mongolen
De  Chahar is een van de etnische groepen van de Mongolen.

## Achtergrond
In de periode van de Mongoolse Yuan-dynastie in China (1279 - 1368) leefden de Chahar in het gebied rondom het huidige Xi'an. Na de val van de dynastie keerden de Mongoolse stammen terug naar hun oorspronkelijke leefgebieden. De keizerlijke Mongoolse dynastie bleef bestaan en werd gecontinueerd onder de naam van de Noordelijke Yuan-dynastie.
De belangrijkste constante factor in de geschiedenis van de Mongoolse stammen na de val van de Yuan-dynastie was hun vrijwel permanente onderlinge strijd. Gedurende het grootste deel van de periode van deze dynastie waren de khagans niet in staat om ook echt macht als keizer uit te oefenen. Er was voortdurend sprake van een machtsstrijd en interne gevechten evenals oorlogen met de westelijke Mongolen, zoals de Oirat.
In die geschiedenis is het desondanks een aantal malen gebeurd, dat een aantal stammen tijdelijk onder één vorm van - in ieder geval nomimaal - gezag vielen. In de 15e eeuw slaagde Dayan Khan (1464 - 1543) er in de stammen van de oostelijke Mongolen te verenigen. Dayan Khan kon zijn afstamming in een rechtstreekse lijn terugvoeren naar Dzjengis Khan en wordt beschouwd als de belangrijkste keizer van de zogenaamde Noordelijke Yuan-dynastie. Na zijn dood werd het rijk alweer verdeeld in apanages onder zijn zonen.
Bodi Alagh Khan (1521 - 1547) een van zijn kleinzoons ontving de keizerstitel. Vanaf deze periode werd het gebied van de Chahars het apanage van de keizers. Zijn zoon, de khagan Darayisung Gödeng Khan (1520 - 1557), raakte echter in een machtsstrijd met Altan Khan verwikkeld. Darayisung Gödeng Khan was gedwongen om met het hele volk van de Chahars naar het oosten te vluchten. In 1551 kwam er een compromis tot stand. Altan Khan erkent het nominale gezag van Darayisung Gödeng Khan als khagan die hem de titel Geegen Khan, de Schitterende, gaf.
Het aan Altan Khan verloren gebied moest hij echter voor een deel prijsgeven en zijn hof nog verder naar het oosten verplaatsen, waardoor dat al in het oosten van de huidige Chinese provincie Binnen-Mongolië kwam te liggen, direct grenzend aan het gebied van de Mantsjoes.
De leiders van de apanages, die zich ontwikkelden tot khanaten fungeerden in de praktijk als de facto gelijken van de keizers. De keizer werd dan ook langzamerhand bekend onder de naam van de Keizer van de Chahar-Mongolen.

## De periode van Ligdan Khan
Aan het begin van de 17e eeuw was Ligdan Khan (1592 - 1634), de laatste khagan van de Noordelijke Yuan-dynastie, die vanuit zijn machtbasis in het gebied van de Chahar-Mongolen het grootste deel van de oostelijke Mongolen - tijdelijk - weer weet te verenigen onder één vorm van gezag.
Net als bij alle andere Mongoolse heersers en stammen in de 17e eeuw moet de geschiedenis van Ligdan Khan en de Chahar-Mongolen gezien worden tegen de achtergrond van de opkomst van de Mantsjoes. Een alliantie tegen de oprukkende Mantsjoes met de Ming-dynastie zou logisch geweest zijn. Een dergelijke alliantie kwam in 1618 tot stand. Ligdan Khan kreeg hierbij de taak van bescherming van de noordelijke grens van het rijk van de Ming-dynastie tegen de Mantsjoes in ruil voor aanzienlijke subsidies. Na een aantal jaren was Ligdan Khan echter ontevreden over de omvang van de subsidies en organiseerde plundertochten diep in het Chinese binnenland.
Uit de beschikbare bronnen rijst het beeld op van Ligdan Khan als een man, die enkele jaren na 1620 zijn visie van het brengen van beschaving aan een verenigde Mongoolse identiteit verloor en vanaf dat tijdstip verviel in excessief contraproductief geweld. Er zijn vele verhalen in de diverse bronnen,waaruit duidelijk wordt dat Ligdan Khan op deze wijze voortdurend bondgenoten onder andere Mongoolse stammen verloor. Een aantal daarvan stelde zich als gevolg van het door Ligdan Khan gebruikte geweld onder de bescherming van eerst Nurhaci (1559 - 1626) en daarna Hong Taiji (1592 - 1643), de eerste keizers van de Mantsjoes. De meer noordelijk wonende Khalkha-Mongolen vroegen aan de Russische tsaar Michaël I wapens om zich te kunnen verdedigen tegen Ligdan Khan. 

Binnen-Mongolië.

Na al enige eerdere veldtochten tegen Ligdan Khan organiseerden de Mantsjoes in 1632 de laatste en definitieve campagne. Nauwelijks meer in het bezit van enige bondgenoten was Ligdan Khan niet in staat de confrontatie aan te gaan. Hij vluchtte met ongeveer 100.000 mensen, een groot deel van de Chahar-Mongolen, naar het westen. In wezen was dat een vorm van een volksverhuizing. Daaruit wordt ook duidelijk dat ondanks het bouwen van een residentie en een aantal boeddhistische tempels door Ligdan Khan het gebied van de Chahar-Mongolen in wezen nog steeds een nomadisch khanaat was. De Mongoolse kronieken melden ook, dat de Chahar-Mongolen zich in westelijke richting nomadiseerden.
Ligdan Khan kwam uiteindelijk in het gebied van Kokonor uit. In 1634 overleed hij aan de pokken. De Chahar-Mongolen die achtergebleven waren in hun oorspronkelijke leefgebied werden gedwongen zich te onderwerpen aan de Mantsjoes. Na de dood van Ligdan Khan begon een groot deel van de daar aanwezige Chahar-Mongolen onder de leiding van zijn zoon Ejei Khongghor vanuit Kokonor aan de terugtocht. Ejei Khongghor geeft zich in 1635 formeel over aan Hong Taiji. Hij ontving als beloning een prinselijke titel en een prinses uit de Mantsjoe-familie werd aan hem uitgehuwelijkt.
Vanaf 1635 ging het gebied dat nu de huidige provincie Binnen-Mongolië is deel uitmaken van het rijk van de Mantsjoes. Sinds hun verovering van China vanaf 1644 maakt het deel uit van het Chinese rijk.

## Onder bestuur van de Qing-dynastie
Een aantal prinsen van de Chahar-Mongolen trachtten in 1673 gebruik te maken van de opstand van de Drie Leengoederen in de zuidoostelijke kustprovincies om ook zelf in opstand tegen de Qing-dynastie. Die werd snel neergeslagen. Het resultaat was, dat het gebied van de Chahar-Mongolen gereorganiseerd werd in acht vendels, kleinere territoriale eenheden. De vendels hadden gefixeerde en gemarkeerde grenzen. Het gebruik van weidegronden werd beperkt tot één of enkele van die vendels. Het systeem van die vendels had tot gevolg, dat de traditionele autoriteit van stamhoofden vrijwel volledig verdween. In heel Binnen-Mongolië waren er op den duur 49 vendels.
Een soortgelijk systeem werd in het begin van de 18e eeuw ingevoerd in het gebied van de Khalkha-Mongolen , die zes decennia later hun onafhankelijkheid verloren. Bij de Khalkha's werden echter Mongoolse prinsen als vendel-prins aan het hoofd van een dergelijke territoriale eenheid geplaatst en verantwoordelijk gehouden voor bijvoorbeeld de afdracht van belasting van het hele gebied. De acht vendels van de Chahar-Mongolen stonden onder rechtstreeks bestuurlijk gezag van de Mantsjoes.
Een deel van de Chahar werd gedwongen te verhuizen naar het gebied rondom  Zhangjiakou in de huidige Chinese provincie Hebei. Na de val van het rijk van de Dzjoengaren in 1757, de laatste toen nog onafhankelijke stam van de westelijke Mongolen, werd een deel van de Chahar-Mongolen kolonist in het gebied van het voormalig Dzjoengarije met name rondom Ili.

## In de 20e eeuw

Ligging van de voormalige provincie Chahar.

In 1913 tijdens de periode van de Republiek China werd een Speciale bestuurlijke regio Chahar gecreëerd. In 1928 werd het gebied de provincie Chahar. In 1952, in de periode van de Volksrepubliek China, werd deze provincie opgeheven en het gebied verdeeld over de provincies Binnen-Mongolië, Peking en Hebei.
Een kleine groep Chahar-Mongolen kwam naar het gebied van de huidige republiek Mongolië, toen dat gebied in 1911 na de val van de Qing-dynastie zich onafhankelijk verklaarde. Die vestigden zich in het gebied ten westen van Kjachta. Zij staan bekend als de Selenge Chahars omdat het gebied van Selenge hun definitive woonplaats werd.